# Marie-Morgane Le Deunff
Marie-Morgane Le Deunff (Morlaix, 14 mei 2002) is een Frans wielrenster.

## Carrière
Als tweedejaars juniore, in 2020,  werd Le Deunff tweede op het nationale kampioenschap tijdrijden, achter Mathilde Demontreuille. In 2021 maakte ze de overstap naar Arkéa. Haar debuut voor die ploeg maakte ze eind februari in de Omloop Het Nieuwsblad, die ze niet uitreed. In oktober van dat jaar nam ze deel aan Parijs-Roubaix, waar ze buiten de tijdslimiet over de finish kwam. In 2022 werd ze onder meer elfde in Dwars door de Westhoek, vijfde in La Picto-Charentaise en tweede in Dwars door Hauts-de-France. In maart 2023 maakte ze deel uit van de selectie die de openingsploegentijdrit in de Ronde van Extremadura won. Omdat Le Deunff als eerste over de finish kwam, mocht ze de volgende dag in de leiderstrui starten. Die leiderstrui raakte ze direct kwijt aan Maeva Squiban. Een maand later maakte ze deel uit van de vroege vlucht in Parijs-Roubaix, die standhield tot de finish. Le Deunff was echter eerder al afgehaakt en eindigde op plek 52. In de Ronde van Frankrijk van dat jaar kwam ze in de zesde etappe buiten tijd over de finish, waardoor ze de volgende dag niet meer van start mocht.
In 2025 maakte Le Deunff de overstap naar Winspace Orange Seal. Bij haar debuut, in de Trofeo Marratxi-Felanitx, finishte ze als twaalfde. In juni van dat jaar verscheen een biografie geschreven door en over Le Deunff, gericht op kinderen tussen de acht en twaalf. In juli stond ze voor de tweede maal aan de start van de Ronde van Frankrijk. In de tweede etappe haalde ze de tijdslimiet echter niet, waardoor ze wederom de Tour niet zou voltooien.

## Overwinningen
2023
1e etappe Ronde van Extremadura (ploegentijdrit)

## Resultaten in voornaamste wedstrijden
| Jaar | Ronde van Italië | Ronde van Frankrijk | Ronde van Spanje |
| ---- | ---------------- | ------------------- | ---------------- |
| 2021 |                  |                     |                  |
| 2022 |                  |                     |                  |
| 2023 |                  | buiten tijd         |                  |
| 2024 |                  |                     |                  |
| 2025 |                  | buiten tijd         |                  |

| Jaar | Parijs-Roubaix |
| ---- | -------------- |
| 2021 | buit.tijd      |
| 2022 | buit.tijd      |
| 2023 | 52e            |
| 2024 | opgave         |
| 2025 | 92e            |

## Ploegen
- 2021 –  Arkéa Pro Cycling Team
- 2022 –  Arkéa Pro Cycling Team
- 2023 –  Arkéa Pro Cycling Team
- 2024 –  Arkéa-B&B Hotels Women
- 2025 –  Winspace Orange Seal